# Baureihe 101
De Baureihe 101 is een elektrische locomotief bestemd voor het personenvervoer van de Deutsche Bahn (DB).

## Geschiedenis
In de jaren 1990 gaf de Deutsche Bundesbahn aan de industrie opdracht voor de ontwikkeling van nieuwe locomotieven ter vervanging van oudere locomotieven van het type 103. Belangrijke componenten werden reeds in de locomotieven 120 005 en 120 004 gebruikt. Beide locomotieven werden tijdens de proeven zonder storingen gebruikt in IC-diensten. Deze locomotief werd als type 121 verder ontwikkeld.
In 1994 verstrekte de Deutsche Bundesbahn (DB) de opdracht voor de bouw van deze locomotieven als BR 101 aan ABB Henschel. Op 1 juli 1996 vond de roll-out van de eerste locomotief, de 101 003, bij ADtranz in Kassel plaats.

### Ongeval
Op 6 februari 2000 ontspoorde de 101 092 bij Brühl met trein D203 van Amsterdam naar Bazel. De zwaar beschadigde loc werd herbouwd en op 14 december 2002 weer in dienst gesteld.

## Constructie en techniek
De locomotief heeft een stalen frame. De tractie-installatie is uitgerust met een IGBT-transformator en een sturing van de motoren met GTO-Thyristors. In het draaistel wordt iedere as aangedreven door een driefasige asynchrone motor.

## Treindiensten
De locomotieven worden door de Deutsche Bahn (DB) onder meer ingezet voor InterCity- en nachttreinen, verspreid door heel Duitsland, alsmede tussen Duitsland en Oostenrijk.